# Iglesia de San Martiño de Ozón

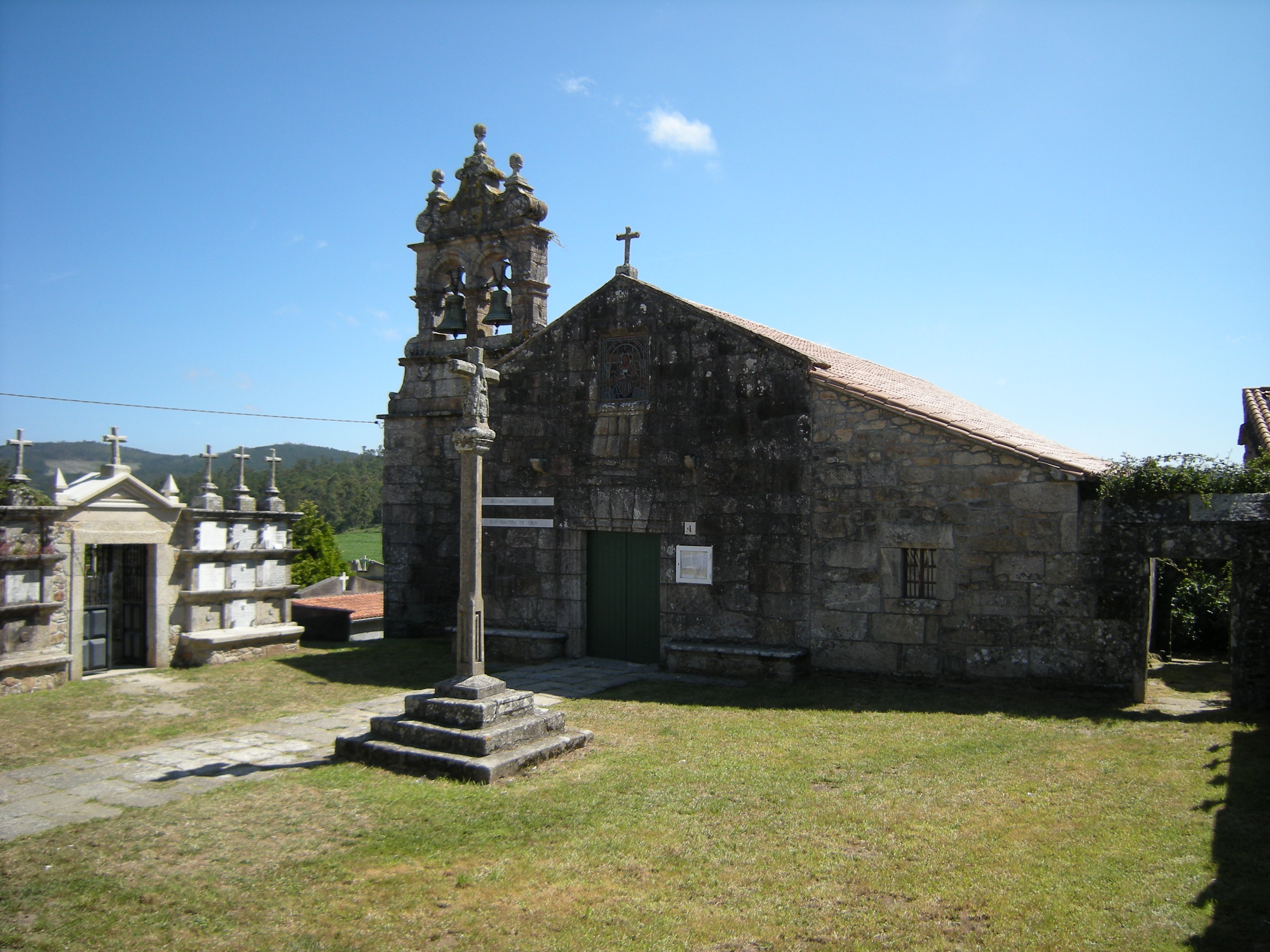
Iglesia de San Martiño de Ozón.

La iglesia de San Martiño de Ozón es un templo religioso situado en la parroquia de San Martiño de Ozón, a siete kilómetros de Mugía, provincia de la Coruña.

## Descripción
Su interior pertenece al románico del siglo XII. Son destacables en este sentido los arcos de medio punto, las columnas que permiten acceder a la capilla mayor y la bóveda de cañón.
Su exterior fue modificado en los siglos XVII y XVIII por lo que no se aprecia su origen románico.

## Galería de imágenes

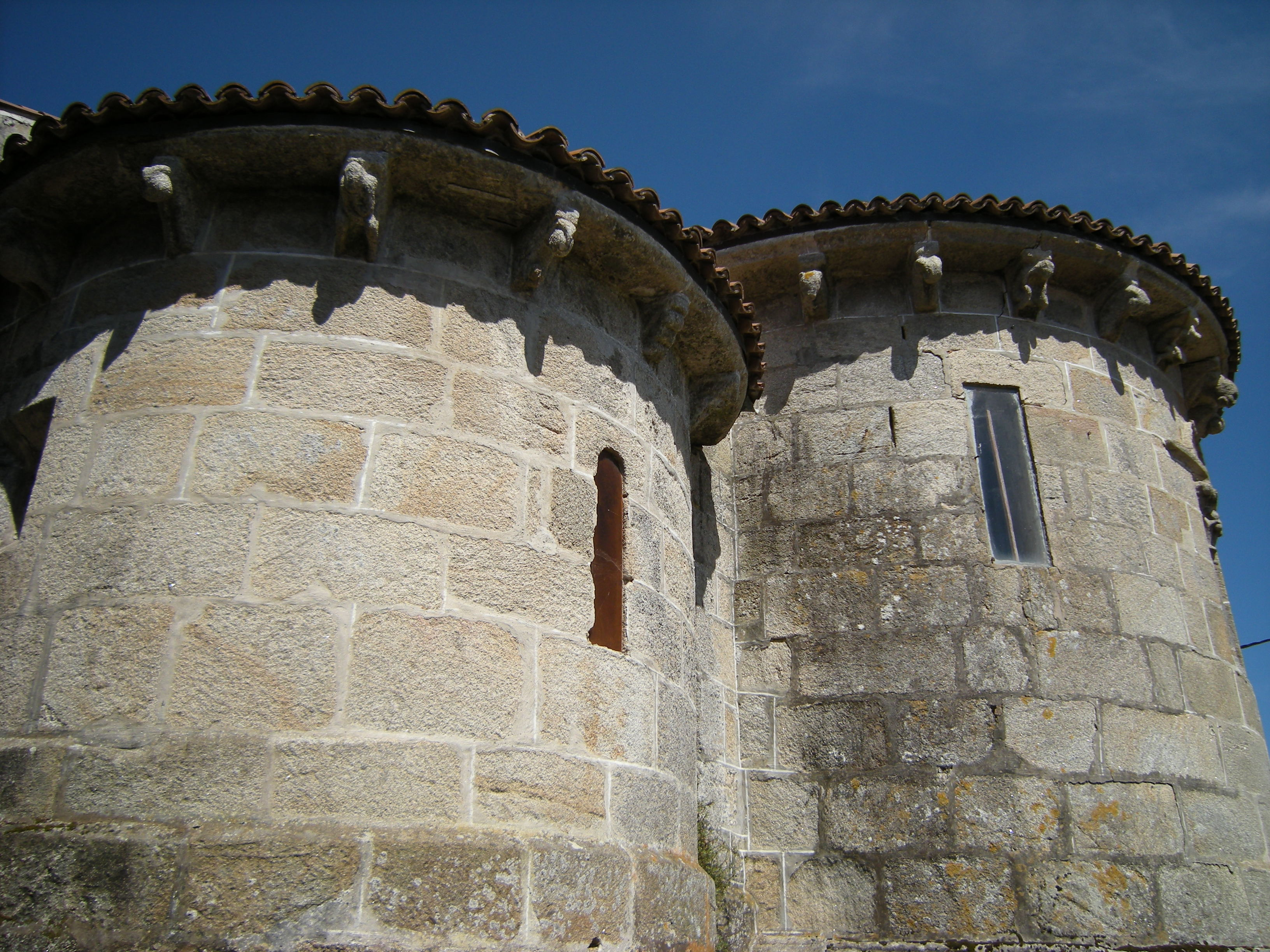
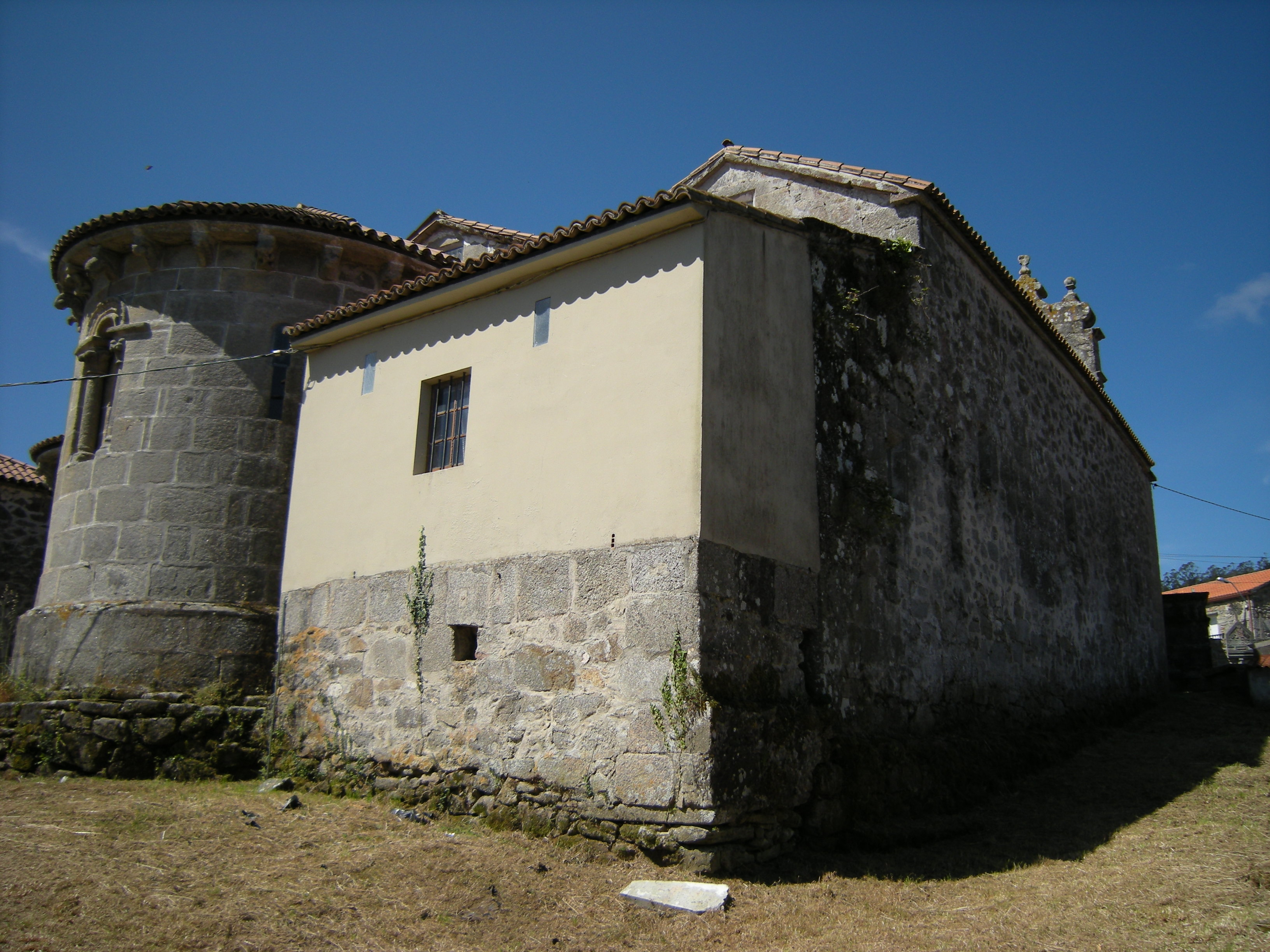